# Torcello
Torcello (Torceło in veneziano) è un'isola della laguna Veneta settentrionale.
Fu uno dei più antichi e prosperi insediamenti della laguna, fino al declino conseguente alla predominanza della vicina Venezia e al mutare delle condizioni ambientali. Attualmente l'isola conta appena dodici residenti, ma l'inestimabile patrimonio archeologico che ancora conserva ne fa un luogo turistico molto frequentato.

## Geografia fisica
Posta subito a nord di Burano, si trova al centro di una zona di barene, delimitata a sud-ovest dal canale dei Borgognoni-canale di Burano, a sud-est dal canale di Sant'Antonio e a nord dal canale di Torcello; a nord e ad est confina con le paludi della Rosa e della Centrega.

## Origini del nome
Le ipotesi etimologiche sono diverse: alcune ricollegano il toponimo al mondo rurale, avvicinandolo al latino torculum "torchio" o all'antico padovano tursa "fascio di fieno"; altre non escludono una derivazione da turricellum "piccola torre".
Come per altri centri lagunari, in passato si credette che Torcello traesse il nome da una porta di Altino.

## Storia

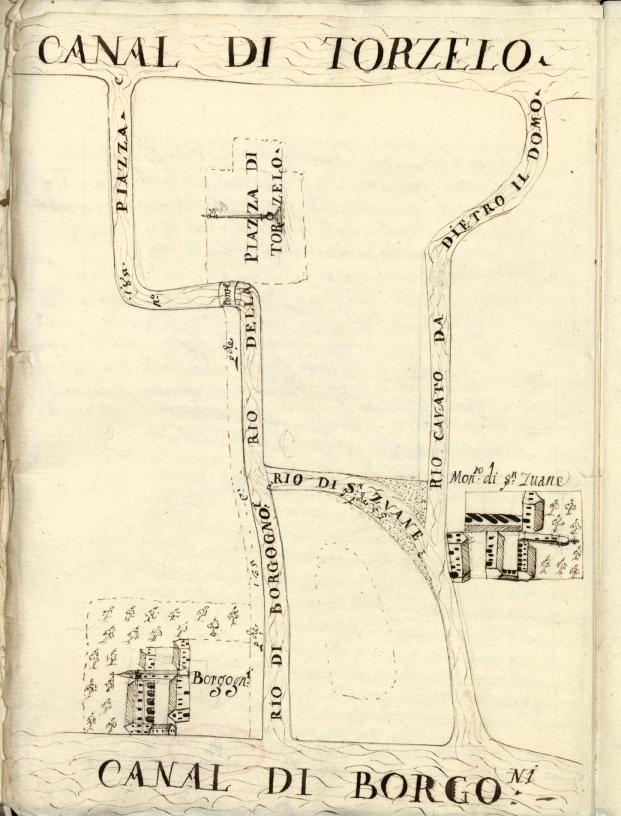
Mappa secentesca di Torcello; vi sono rappresentati i monasteri di San Tommaso dei Borgononi e di San Giovanni, oggi scomparsi, e la piazza, mentre non vi compaiono altri monumenti come la Cattedrale.

Campagne archeologiche condotte all'inizio degli anni Sessanta hanno dimostrato che a Torcello era presente un insediamento sin dai primi secoli dell'Impero Romano, nello stesso periodo in cui fioriva la vicina città di Altino. Dopo una "pausa" nei secoli V-VI, in coincidenza con una fase di calamità naturali (Rotta della Cucca), il popolamento dell'isola riprese con vigore nel VII secolo con la realizzazione di alcune opere di bonifica e arginatura (palafitte, terrazzamenti, rassodamenti), che indirizzarono l'abitato verso una struttura urbana. Allo stesso periodo risalgono, inoltre, tracce di frutteti e vigneti, nonché di un'officina vetraria, che dimostrano una certa vivacità anche dal punto di vista agricolo e tecnologico.
Questi riscontri confermerebbero quanto riportato in una (discussa) iscrizione individuata su un muro della Cattedrale, la quale testimonierebbe come l'edificazione della chiesa risalga al 639, ad opera di Maurizio, magister militum e governatore bizantino della Venetia et Histria (con sede proprio a Torcello), secondo il volere dell'esarca di Ravenna Isacco e sotto gli auspici dell'imperatore Eraclio I.
Si può quindi concludere che lo sviluppo di Torcello si inserisca in quell'ottica politica bizantina, che intendeva rafforzare militarmente gli ultimi lembi d'Italia rimasti sotto il controllo dell'Impero dopo l'ascesa dei Longobardi. Nello stesso periodo si assiste, infatti, alla crescita dei preesistenti centri di Grado e Equilio, alla creazione del castrum di Rivoalto e alla fondazione di Eraclea, la quale, più tardi, subentrerà a Torcello come sede del governatore bizantino.
La fondazione della Cattedrale - intitolata all'Assunta, la Theotókos cara ai Bizantini - coincise, inoltre, con il trasferimento della diocesi di Altino sull'isola. Prova di questa continuità è il fatto che i futuri vescovi di Torcello continuarono a definirsi Altinati sino all'inizio dell'XI secolo.
La prima attestazione del toponimo, comunque, compare nel Pactum Lotharii dell'840 (Torceli, al genitivo).
L'isola formava, assieme alle vicine Mazzorbo, Burano, Ammiana e Costanziaco, la testa di ponte del commercio veneziano verso il Mar Adriatico e fu così fiorente, da avere migliaia di abitanti. Nell'XI secolo venne riedificata la cattedrale, affiancata dalla nuova chiesa di Santa Fosca, e fino al XIV secolo Torcello costituì il principale centro di lavorazione della lana nel Ducato di Venezia.
La città aveva una propria nobiltà ed era retta da due consigli, uno maggiore ed uno minore, affiancanti prima il gastaldo ducale e poi il podestà. Qualcuno ha asserito che gli abitanti dell'isola nel suo periodo di massimo splendore fossero cinquantamila. Calcoli più recenti, basati sulle evidenze archeologiche, stimano che nel X-XI secolo vivessero nell'intero arcipelago torcellano (comprendente anche Burano e Mazzorbo) non più di 2 500−3 000 residenti, comunque una cifra ragguardevole per l'epoca.
A partire dal XV secolo, però, la vicinanza alla città di Venezia, l'aria malsana conseguente all'impaludamento di questa zona della laguna e le continue pestilenze (durissime quelle del Trecento e del Cinquecento) provocarono un progressivo declino dell'isola; tanto che nel 1429 il doge Francesco Foscari fu costretto ad ordinare al podestà di Torcello di far cessare la continua razzia di marmi e materiale lapideo, cui erano dediti gli abitanti di Venezia e Murano nella sua città.
A seguito dell'inarrestabile declino, gli edifici andarono in rovina, o furono smantellati per fornire laterizi e materiale da costruzione per lo sviluppo edilizio di Venezia.
Nonostante la scomparsa della città, la diocesi di Torcello, anche se trasferita a Murano, sopravvisse sino alla sua soppressione nel 1818. Al contempo, la cattedrale diveniva semplice parrocchia, con giurisdizione anche su varie località della laguna nord.
Nel 1822, durante una visita pastorale, il patriarca Giovanni Ladislao Pyrker constatò lo stato di estrema decadenza dell'isola, sottoposta all'aria malsana e ad una diffusa povertà, che coinvolgeva anche il clero locale. All'epoca la popolazione era di 80 unità ("tutti vignaioli"), passata poi, secondo la visita pastorale di Jacopo Monico del 1829, a 120 unità. Gli abitanti diminuirono progressivamente nel corso del XX secolo (motivo per cui la parrocchia fu soppressa nel 1986) e attualmente vive nell'isola appena una ventina di persone.

## Monumenti e luoghi d'interesse
- La basilica di Santa Maria Assunta, già cattedrale della soppressa diocesi di Torcello, fu ristrutturata nella forma attuale intorno all'anno mille. Caratteristica singolare: è costituita dai finestroni con imposte formate da lastre di pietra. La parete occidentale, corrispondente con l'ingresso principale, è occupata, all'interno, da un mosaico in stile bizantino di notevolissime dimensioni che rappresenta il Giudizio Universale, alla cui base si trova una Madonna orante, motivo che caratterizza anche l'abside della basilica dei Santi Maria e Donato a Murano.
- La chiesa di Santa Fosca, che risale al XII secolo, ha pianta a croce greca ed un porticato con colonne di marmo e capitelli che riprende il motivo architettonico dell'interno. Le chiese a croce greca sono molto rare e sono sintomo del dominio culturale bizantino, che Venezia subì fra il IX e il XII secolo.
- Nello spiazzo prospiciente i due edifici sacri, delimitato anche dal palazzo del Podestà, sede del Museo provinciale di Torcello, si trova il cosiddetto "trono di Attila", più probabilmente un seggio riservato ai magistrati incaricati di amministrare la giustizia.
- Il Ponte del Diavolo, che scavalca un canale interno, conserva la caratteristica forma priva di parapetti, caratteristica originale di tutti i ponti veneziani.

## Collegamenti
L'isola è raggiungibile all'isola vicino di Burano con la linea 9, e anche da Murano, Fondamente Nove e Treporti sulla linea 12. Le linee sono gestite da Actv.

## Galleria d'immagini

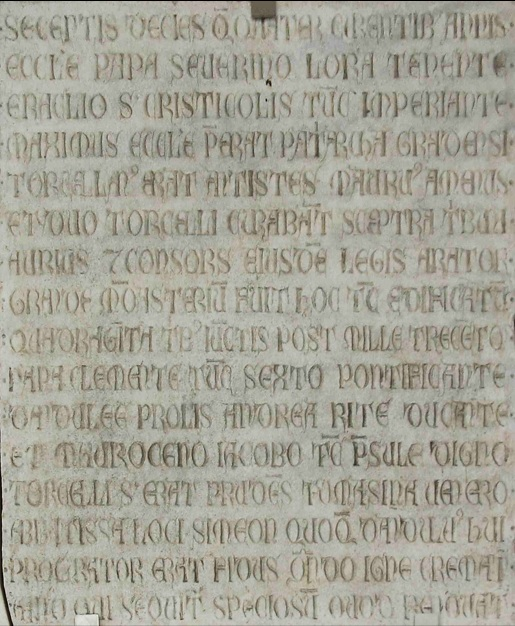
Iscrizione commemorativa del 1334 ora nel museo del Seminario Patriarcale
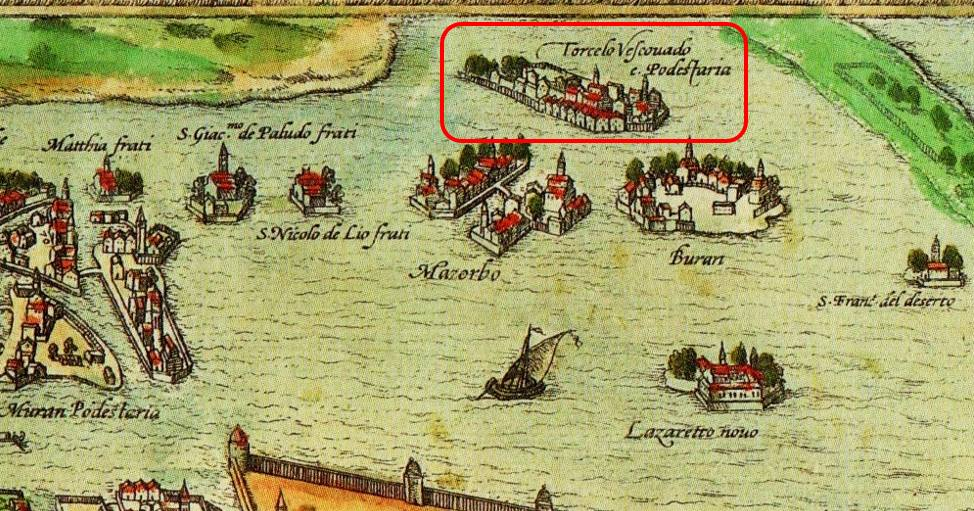
Georg Braun e Frans Hogenberg,Civitas orbis terrarum, 1612, particolare
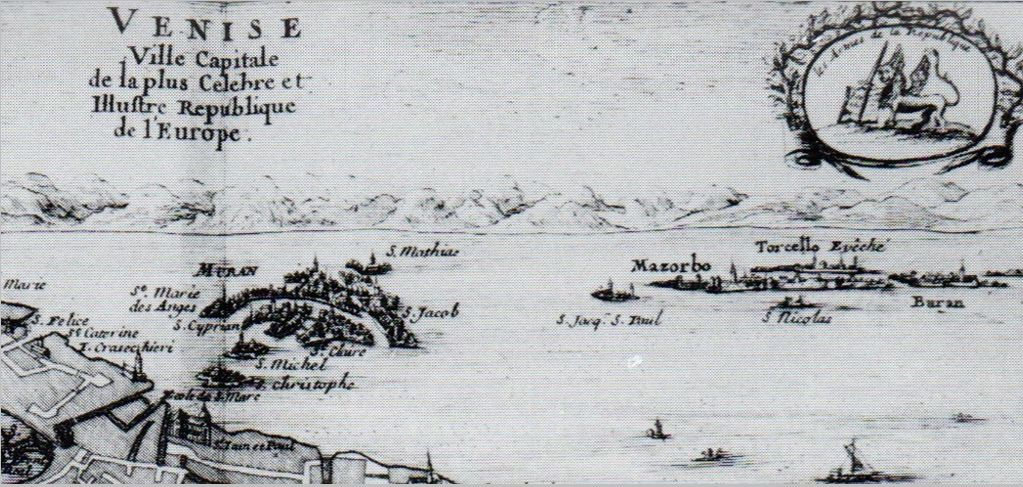
Isole della Laguna Nord, 1701
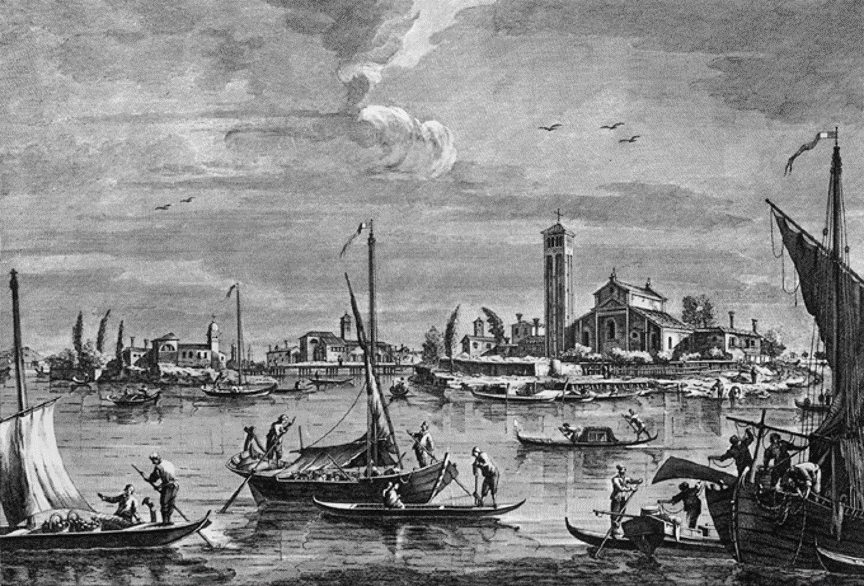
Antonio Sandi, L’isola di Torcello, incisione da Francesco Tironi (1745 – 1797)
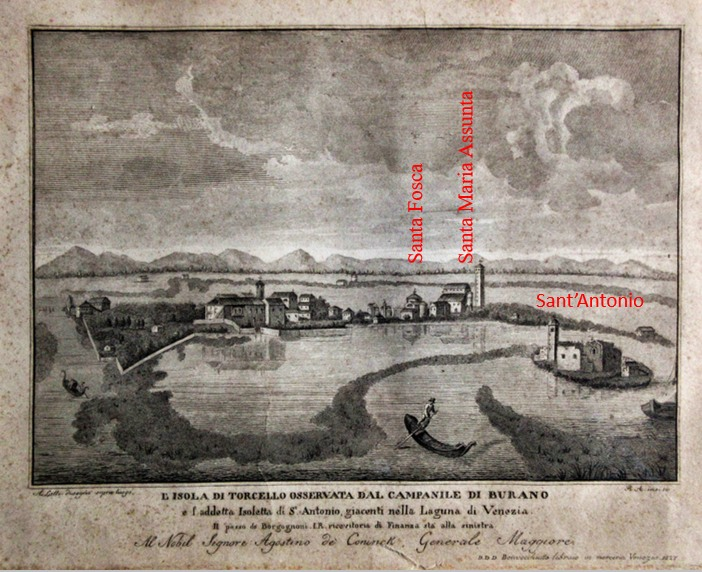
Torcello visto dal campanile di Burano, 1827
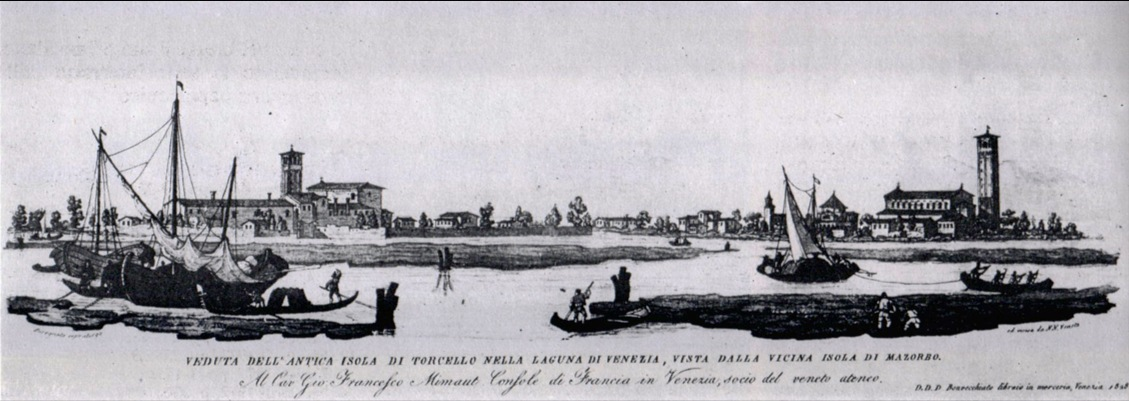
Torcello visto da Mazzorbo, 1828
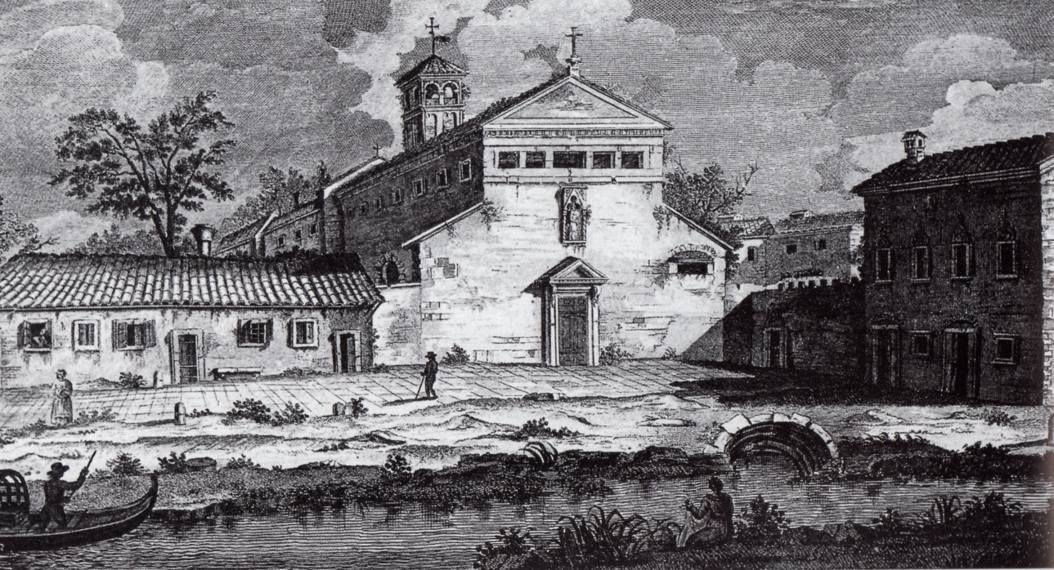
Torcello, Chiesa di San Giovanni Evangelista
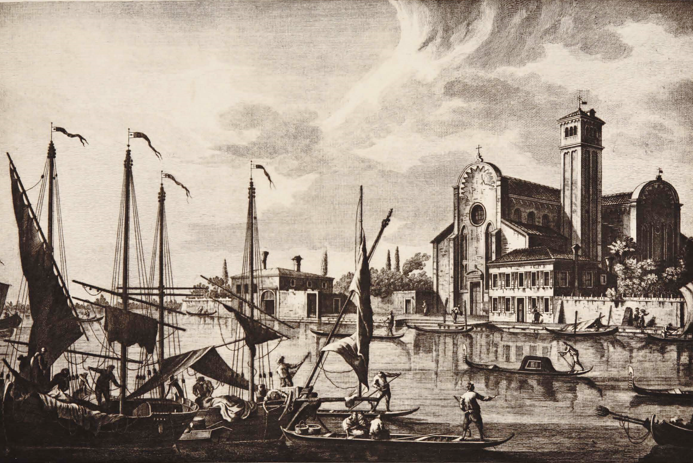
Torcello, Chiesa San Tomaso dei Borgognoni
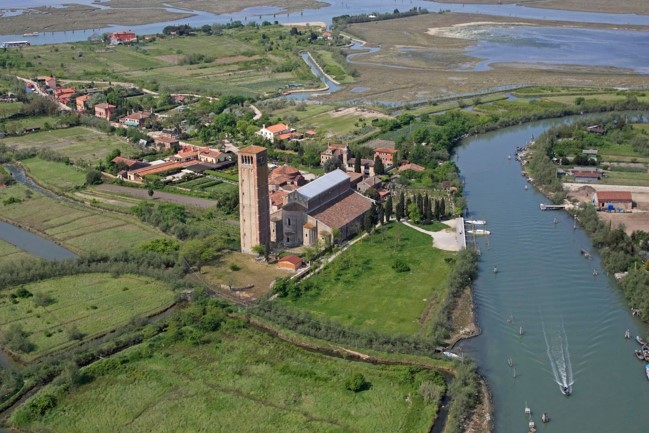
Torcello, Basilica di Santa Maria Assunta
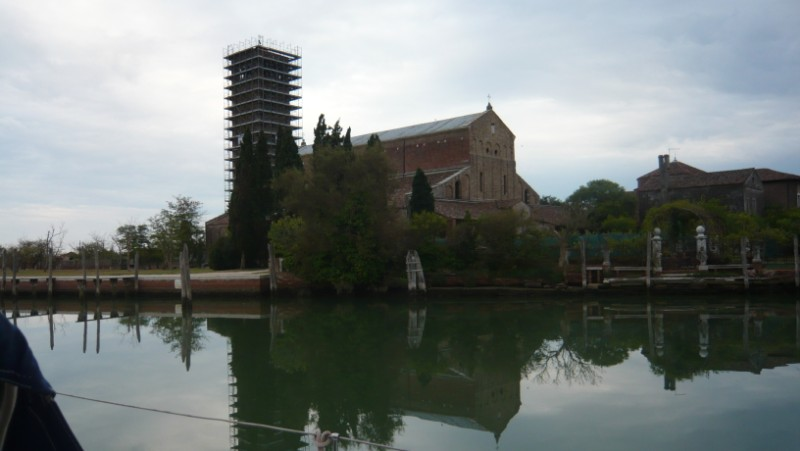
Basilica di Santa Maria Assunta
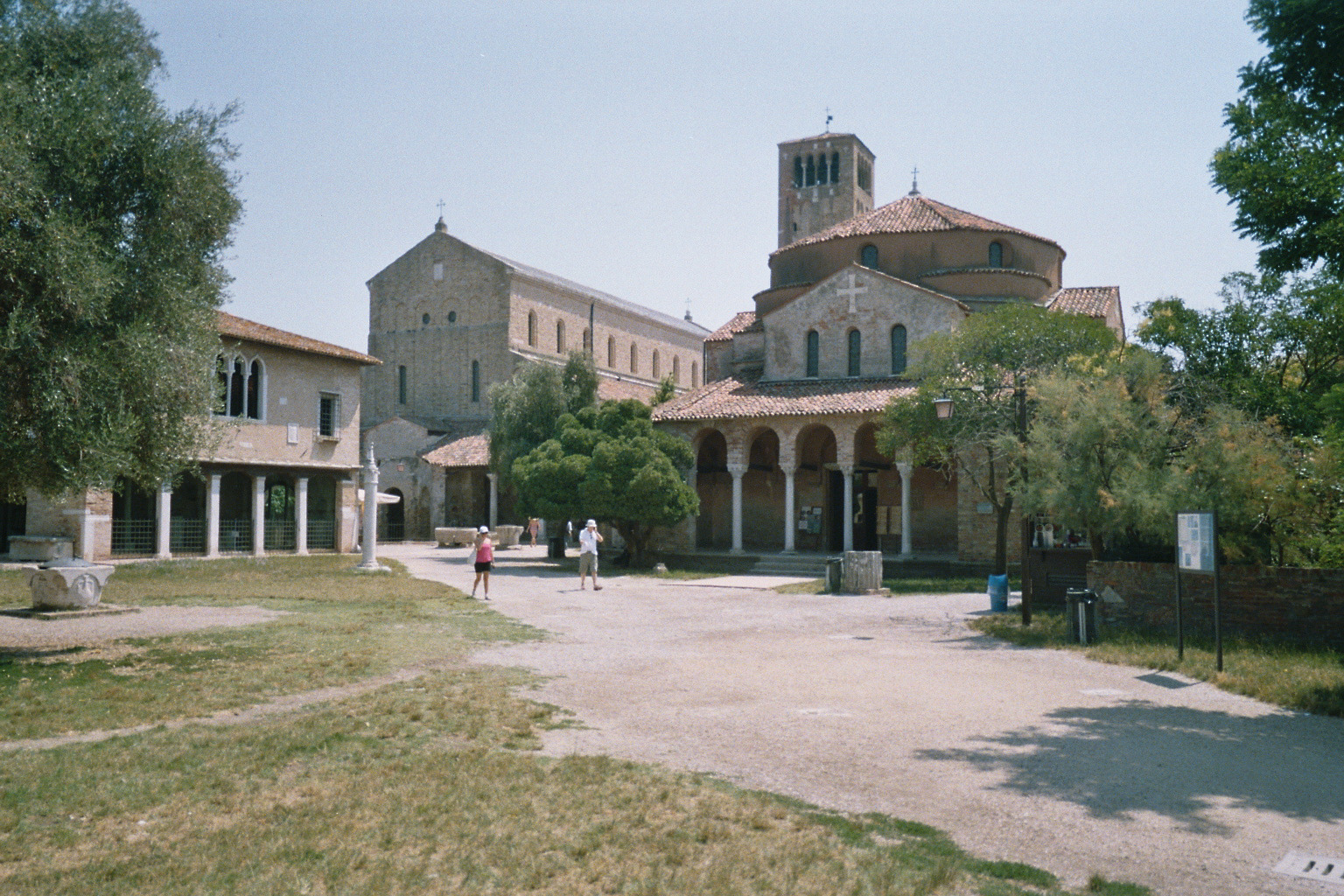
La piazza di Torcello
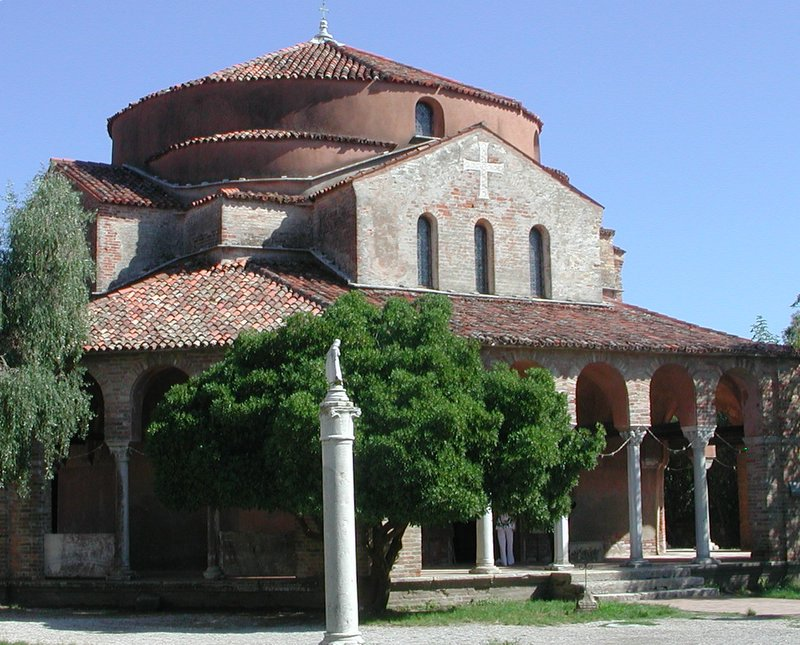
Chiesa di Santa Fosca
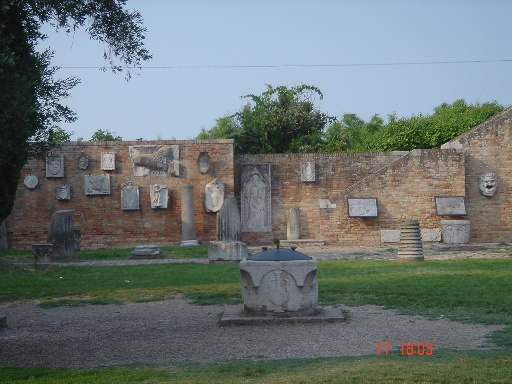
Lapidi e monumenti nella Piazza di Torcello
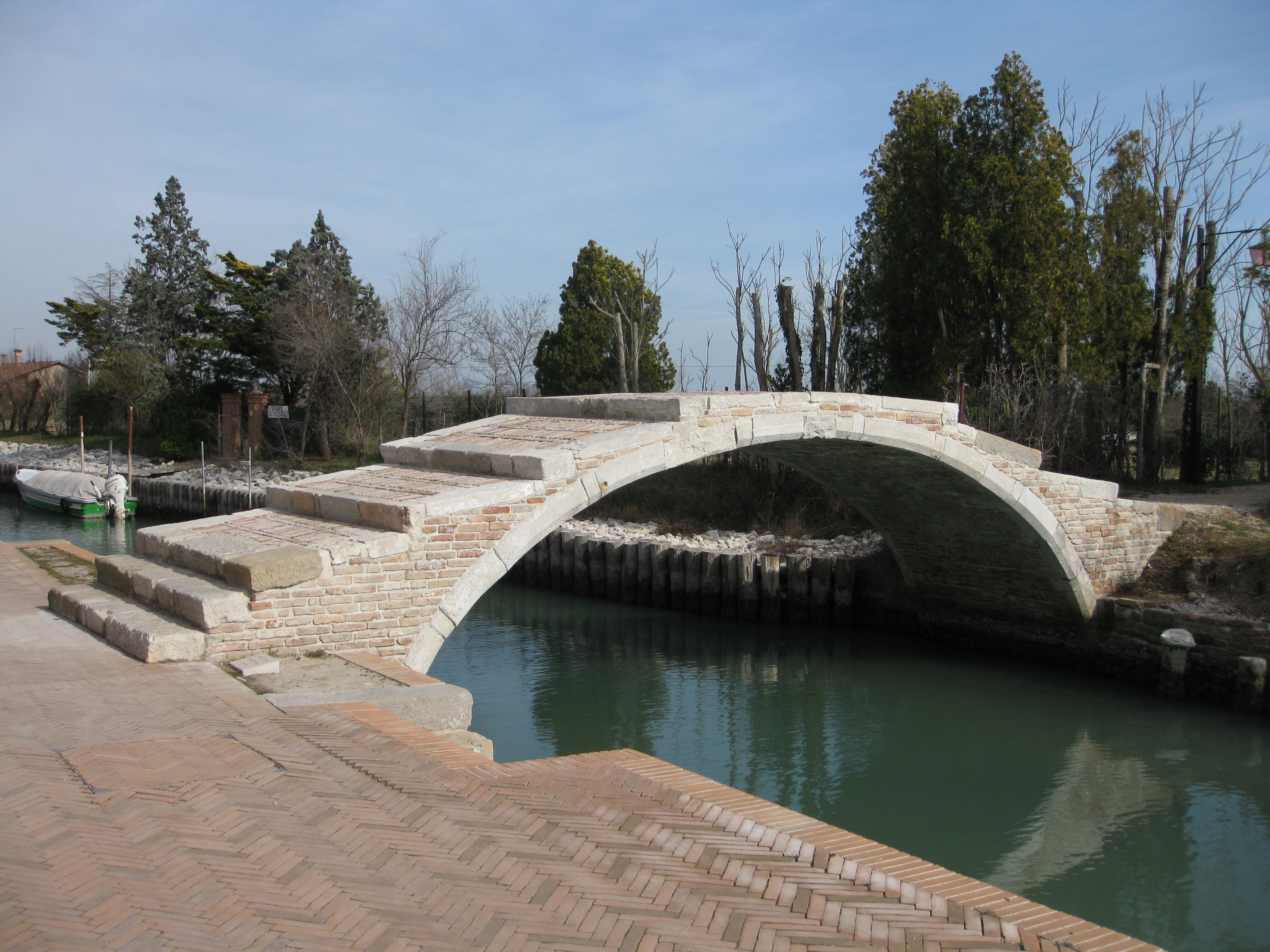
Ponte del Diavolo